# あたし、本と旅する
『あたし、本と旅する』（あたし ほんとたびする）は、2015年12月1日から2016年2月までSTATION IDとして100%ヒッツ!スペースシャワーTVプラスでランダム放送されていた番組。

## 概要
ある日、友達に遊ぶ約束をドタキャンされ、落ち込んでいた主人公・みなみの横に女性が本を落としていった。その本を開くと『あなたはだれですか?』というメモが現れ、みなみは本の持ち主を探すために旅を始める。46編完結型物語。原案は岩井俊二、監督・脚本は池田千尋が務めた。

## 出演者
- 星野みなみ（ほしの みなみ）：主演[2]。

## スタッフ
- Written & Dir：池田千尋[2]
- Ca：石田直[1]
- STY：小泉美智子[1]
- HM：小林麗子[1]
- PM：海上佳純[1]
- Original Story & Music：岩井俊二[2]
- MIX ：石田直・池田千尋[1]
- Producer：吉江敏行[1]
- Assistant Producer：田井えみ[1]

## 放送時間
| 放送期間        | 放送日時               | 放送局                              | 対象地域 | 備考         |
| --------------- | ---------------------- | ----------------------------------- | -------- | ------------ |
| 2015年12月1日 - | 月〜金曜日 0:30 - 1:00 | 100%ヒッツ!スペースシャワーTVプラス | 全国     | ランダム放送 |